# Смолер, Ян Арношт
Ян А́рношт Смо́лер, немецкий вариант — Йоганн Эрнст Шмалер (в.-луж. Jan Arnošt Smoler, нем. Johann Ernst Schmaler; 3 марта 1816, Мерцдорф (Лучо), Пруссия — 13 июня 1884, Баутцен, Саксония) — серболужицкий лингвист, основоположник серболужицкого языкознания, публицист, редактор и издатель газеты Serbske Nowiny и журнала Łužičan, основатель серболужицкого книжного издательства и книжного магазина, один из основателей организации «Матицы Сербской», организатор строительства «Сербского дома» в Баутцене — центра национальной и культурной жизни серболужичан, один из лидеров серболужицкого национального возрождения XIX века. Участник Славянского съезда в Москве и Санкт-Петербурге 1867 года

## Биография

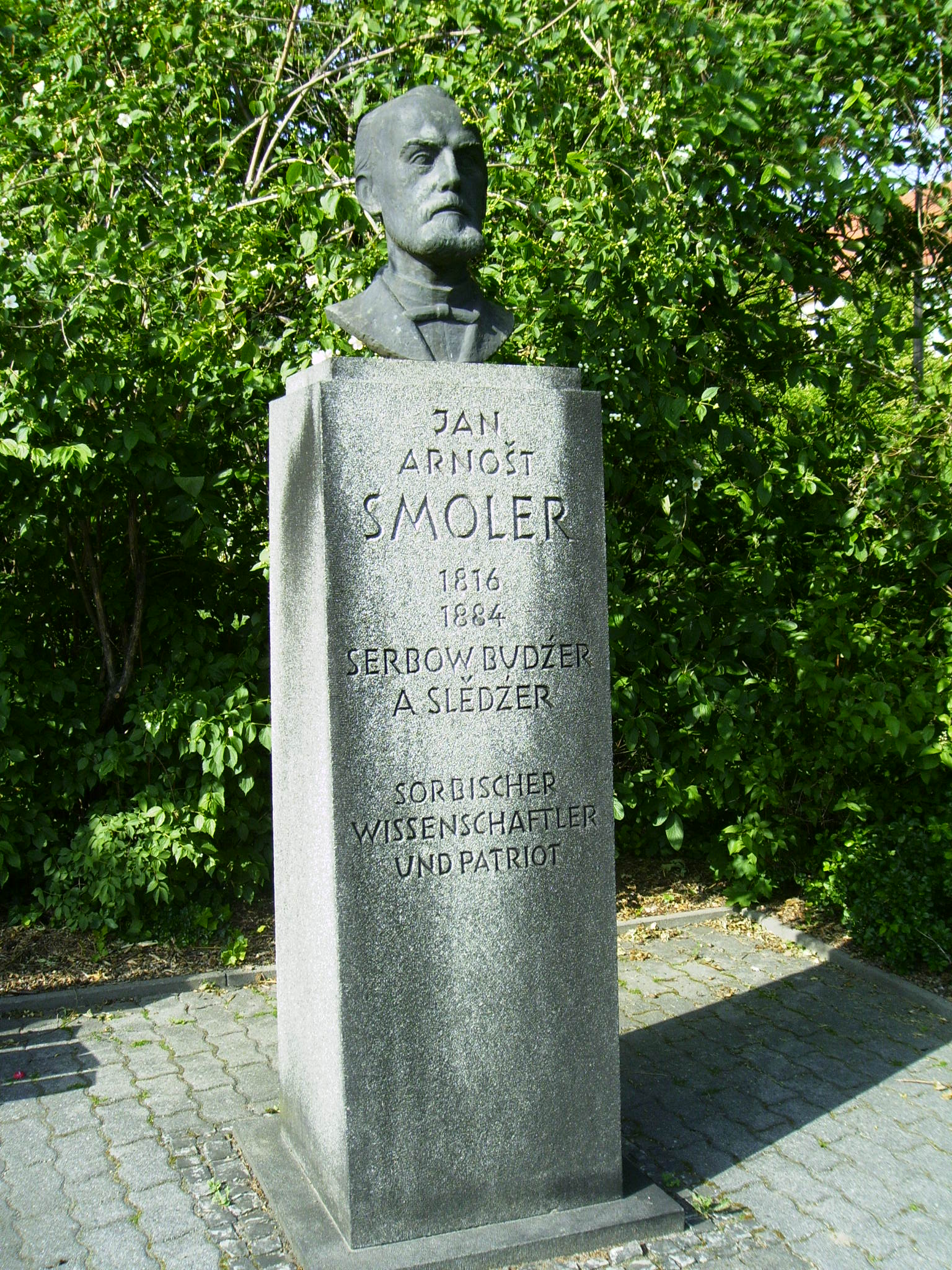
Памятник Я. А. Смолеру, установленный в Баутцене

Я. А. Смолер родился в 1816 году в прусской части Верхней Лужицы, в деревне Лучо (нем. Merzdorf), расположенной недалеко от Хойерсверды. Его отец Корла Ян Смолер был протестантским кантором и учителем, служившим в селении Лоза. В Лозе Ян Смолер учился в начальной школе. С 1827 года Я. А. Смолер был зачислен в гимназию Баутцена. После окончания учёбы в гимназии в 1836 году он поступил в университет в Бреслау на богословский факультет, где проучился до 1840 года, затем увлёкся славянским языкознанием и литературой, которые изучал в 1840—1845 годах под началом поэта Ф. Л. Челаковского, одного из активных участников чешского национального возрождения. Уже в гимназии Я. А. Смолер организовал кружок, в котором с другими учениками занимался изучением серболужицкого языка. Во время каникул Я. А. Смолер путешествовал по Лужицам, записывал различные фольклорные произведения. Во время поездок по родному краю он собирал сведения о границах лужицких земель и численности серболужицкого населения. В 1841 году опубликовал лужицкое эпическое песнопение «Наши парни с войны едут».
После окончания учёбы в университете Я. А. Смолер посвятил себя исследованиям в области лингвистики, записывал и издавал словари, пособия по изучению лужицкого языка, занимался организацией кружков, в которых обучались чтению и письму по-лужицки, а также преподаванием в этих кружках, содействовал реформе правописания. В 1847 году при активном участии Я. А. Смолера основано серболужицкое национальное культурно-просветительное общество «Матица Сербская» (в.-луж. Maćica Serbska), основной задачей которого стала издательская деятельность на родном языке. Я. А. Смолер активно участвовал в редактировании и издании периодической печати на серболужицком языке. В 1841 году был одним из инициаторов издания литературной газеты «Jutnička». С 1848-го по 1852 год был главным редактором культурно-общественного и литературного альманаха «Časopis Maćicy Serbskeje». Он сотрудничал с Я. П. Йорданом в издании еженедельной газеты «Jutnička», в 1849 году получил должность редактора еженедельника «Tydźenska Nowina», переименованного позднее в «Сербске Новины» (в.-луж. Serbske Nowiny), в 1850—1854 годах он становится её издателем и занимается изданием газеты вплоть до 1884 года. В 1851 году открыл в Будишине первый в истории серболужицкий книжный магазин, который с 1863 года содержал в сотрудничестве с Яном Богувером Пехом под названием «Schmaler und Pech». Кроме этого, с 1860 года Я. А. Смолер также издавал журнал «Лужичан» (в.-луж. Łužičan). Чтобы ознакомить более широкий круг читателей с материалами, касающимися серболужицкого народа, его истории и культуры, Я. А. Смолер также издавал периодику на немецком языке. С 1859 по 1883 годы он несколько раз посещал Россию, сотрудничал как с русскими, так и с учёными из других славянских стран и регионов, был сторонником идей панславизма. В частности, большое влияние на Я. А. Смолера оказал академик И. И. Срезневский.
Всю свою жизнь Я. А. Смолер посвятил как изучению серболужицкого языка и культуры, так и содействию их сохранения и развития, вся его деятельность была направлена на пробуждение в лужичанах национального самосознания и стремления к активному сопротивлению германизации. Многие достижения серболужицкого национального возрождения 1840—1880 годов реализовывалось благодаря Я. А. Смолеру по его инициативе или с его участием. 
Умер 13 июня 1884 года в Баутцене. Похоронен на кладбище Жидова.

## Вклад в науку

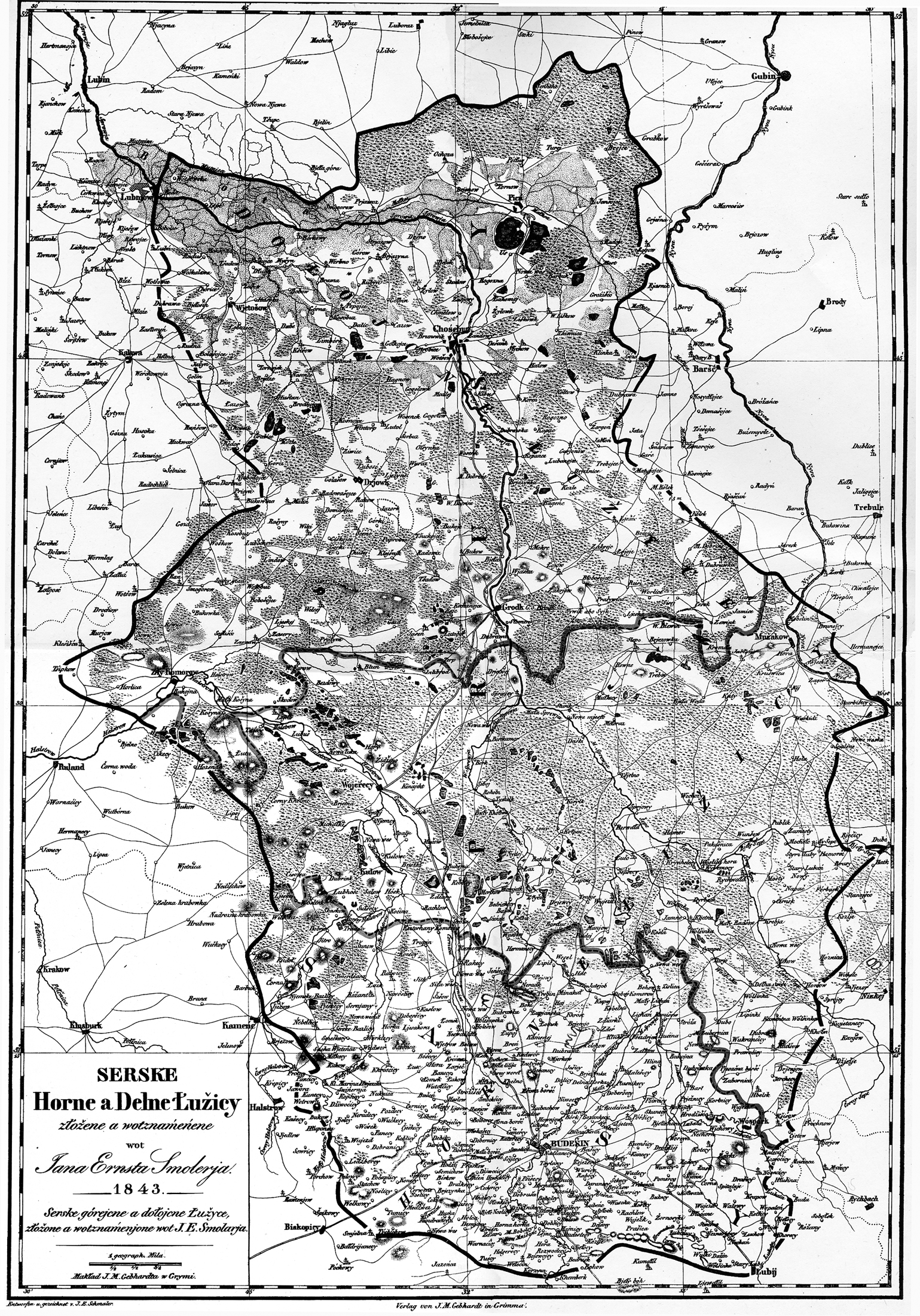
Карта Лужиц, составленная Я. А. Смолером в 1843 году

Я. А. Смолер известен как собиратель серболужицкого фольклора, его книга «Песни верхних и нижних лужицких сербов» (Pjesnički hornych a delnych Lužiskych Serbow) была издана совместно с Л. Гауптом в 1841—1843 годах. О ней положительно отзывались многие ценители народной культуры того времени, включая братьев Гримм. Я. А. Смолер был первым, кто собрал сведения о границах расселения лужичан и численности их на территории Пруссии и Саксонии. Значителен вклад Я. А. Смолера в изучение языка, истории, культуры и этнографии лужицких сербов, в создание учебников и словарей сербо-лужицкого языка. Я. А. Смолер также участвовал в реформировании правописания верхнелужицкого языка. Основные его работы по языкознанию: Kleine Grammatik der serbisch-wendischen Sprache in der Oberlausitz и «Немецко-серболужицкий словарь» (Němsko-serbski słownik).

## Публикации
1. Wendisch-deutsche Gespräche. — Bautzen, 1841.
2. Pěsnički hornich a delnich Łužiskich Serbow. — 1841, 1843 (z Leopoldom Hauptom). — Volkslieder der Wenden in der Ober- und Nieder-Lausitz. — 1841, 1843 (hrsg. gemeinsam mit Leopold Haupt).
3. Krotke wułpoženje powšitkomneho Serbskeho prawjepisanjaа. — Budyšin, 1843. — Kurze Darstellung der allgemeinen wendischen Rechtschreibung. — Bautzen, 1843.
4. Deutsch-Wendisches Wörterbuch. Mit einer Darstellung der allgemeinen wendischen Rechtschreibung. — Bautzen, 1843.
5. Überreste der alten Mythologie in der wendischen Lausitz. — 1848.
6. Sorbisch-wendische Sprachlehre. — Bautzen, 1850.
7. Kleine Grammatik der serbisch-wendischen Sprache in der Oberlausitz. — Bautzen, 1852.
8. Die slavischen Ortsnamen in der Oberlausitz und ihre Bedeutung. Festschrift zum 300 jährigen Jubiläum des Gymnasiums zu Budissin. — Bautzen, 1867.

## Семья
Был отцом лужицкого журналиста и общественного деятеля Марко Смолера.